# Japón en los Juegos Paralímpicos de Toronto 1976
Japón estuvo representado en los Juegos Paralímpicos de Toronto 1976 por un total de 34 deportistas, 30 hombres y cuatro mujeres.

## Medallistas
El equipo paralímpico japonés obtuvo las siguientes medallas:
| Nombre               | Deporte            | Evento                                  |
| -------------------- | ------------------ | --------------------------------------- |
| Oro                  |                    |                                         |
| Tomoko Yamazaki      | Atletismo          | Eslalon 4 femenino                      |
| Masami Morimoto      | Atletismo          | Eslalon 5 femenino                      |
| Ryoko Sakuraba       | Atletismo          | Jabalina de precisión D femenino        |
| Yasuko Takeuchi      | Atletismo          | Peso B femenino                         |
| Yoshiteru Hoshi      | Atletismo          | Eslalon 4 masculino                     |
| Isao Kishino         | Atletismo          | Eslalon 5 masculino                     |
| Chihiro Hatta        | Atletismo          | Jabalina de precisión C masculino       |
| Harunori Wakita      | Bolos sobre hierba | Individual C1 masculino                 |
| Tomoko Yamazaki      | Tiro con arco      | Ronda novel clase abierta femenino      |
| Shigenobu Hashiguchi | Tiro con arco      | Distancia corta clase abierta masculino |
| Plata                |                    |                                         |
| Yasuko Takeuchi      | Atletismo          | 100 m B femenino                        |
| Shuzo Yagi           | Atletismo          | 60 m A masculino                        |
| Hiroshi Nakagawa     | Atletismo          | Eslalon 1C masculino masculino          |
| Michio Saito         | Atletismo          | Eslalon 3 masculino                     |
| Kenichi Tomita       | Atletismo          | Eslalon 5 masculino                     |
| Yoshiharu Honpa      | Atletismo          | Jabalina de precisión D masculino       |
| Bronce               |                    |                                         |
| Masami Morimoto      | Atletismo          | 800 m 5 femenino                        |
| Hiroshi Nakagawa     | Atletismo          | 60 m 1C masculino                       |
| Zenji Hasegawa       | Atletismo          | Jabalina de precisión D1 masculino      |